# Victoriano Gallastegui Altube
Victoriano Gallastegui Altube, né le 2 novembre 1940, est un homme politique espagnol membre du Parti nationaliste basque.

## Biographie

### Vie privée
Il est veuf et père de deux filles et un fils.

### Carrière politique
Il est maire de Bergara de 1991 à 2007.
Le 20 décembre 2015, il est élu sénateur pour Guipuscoa au Sénat et réélu en 2016.
Au Sénat, il est porte-parole de son groupe dans cinq commissions.